# Braishfield
Braishfield – wieś w Anglii, w hrabstwie Hampshire, w dystrykcie Test Valley. Leży 8 km na południowy zachód od miasta Winchester i 108 km na południowy zachód od Londynu. W 2001 miejscowość liczyła 643 mieszkańców.